# جورج إليوت هاغان
جورج إليوت هاغان هو سياسي أمريكي، ولد في 24 مايو 1916 في سيلفانيا في الولايات المتحدة، وتوفي بنفس المكان في 26 ديسمبر 1990. نشط حزبياً في الحزب الديمقراطي. وقد انتخب عضو مجلس نواب جورجيا ‏ وانتخب عضو مجلس النواب الأمريكي ‏.